# Altes Pumpwerk (Bremen)

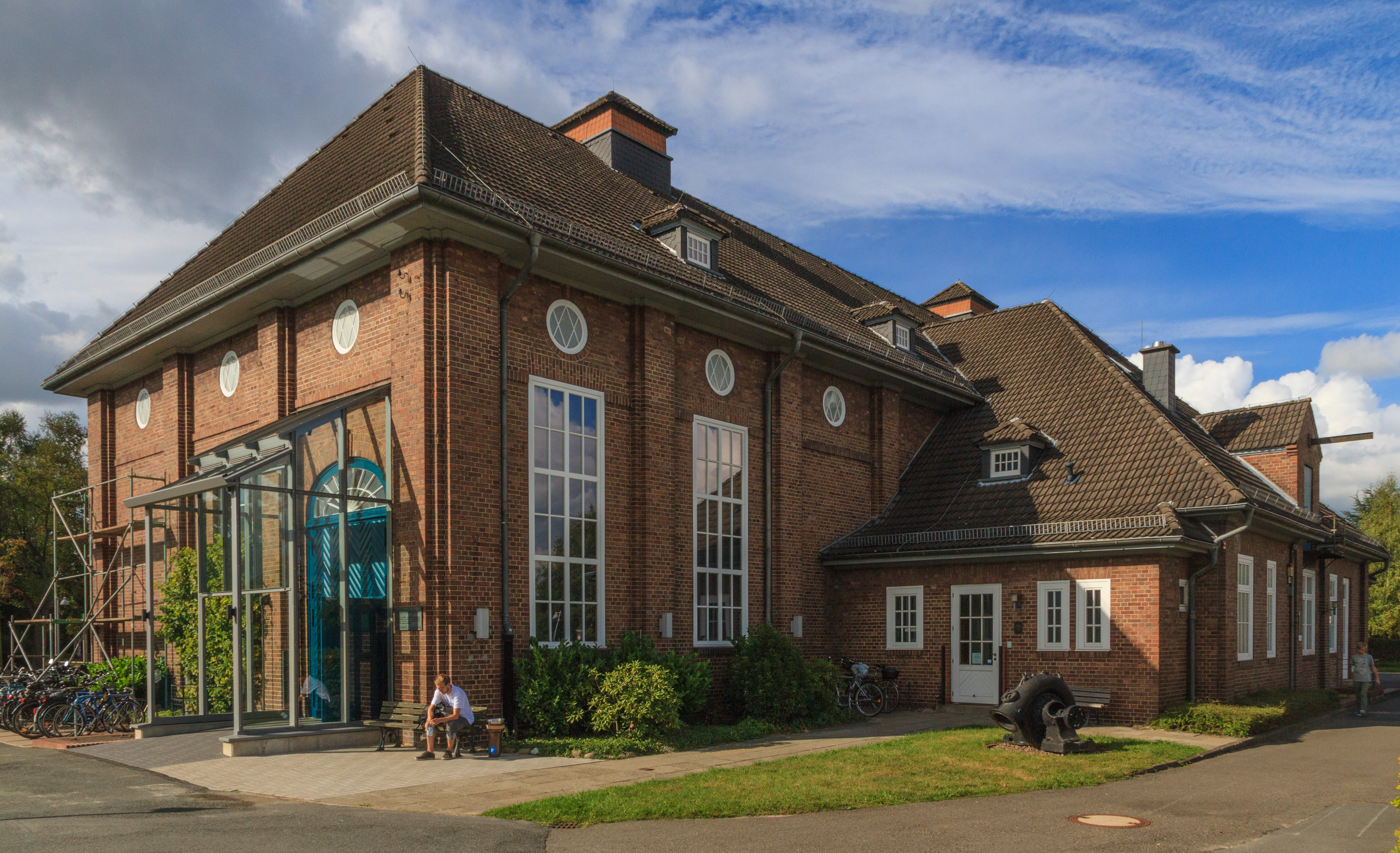
Maschinenhaus (2014) aus Südwest

Das Alte Pumpwerk in Bremen-Findorff an der Salzburger- und der Bayernstraße ist ein stillgelegtes Abwasserpumpwerk, das seitdem als Museum für die Technik- und Kulturgeschichte der Abwasserentsorgung in Bremen dient.
Das Ensemble – Hauptpumpwerk I., Altes Pumpwerk,  Halle, Wohnhaus, Waschhaus – ist seit 1995 unter Denkmalschutz gestellt.

## Geschichte
Vom Hauptpumpwerk I, heute Altes Pumpwerk genannt, wurden von 1915 bis 1994 die Abwässer aus der Stadt Bremen abgepumpt. Die industriehistorisch wertvolle Anlage wurde nach Plänen des Hochbauamts Bremen von 1913 bis 1915 im Stil der Reformarchitektur mit neobarocken Elementen gebaut.
Das Pumpwerk bewältigte zwei Drittel der Bremer Abwässer, die in die Weser gepumpt wurden; am Anfang nur nach grober Vorreinigung, später durch die Kläranlage in Seehausen. Nach der Inbetriebnahme eines neuen Pumpwerks wurde die alte Anlage 1994 stillgelegt.

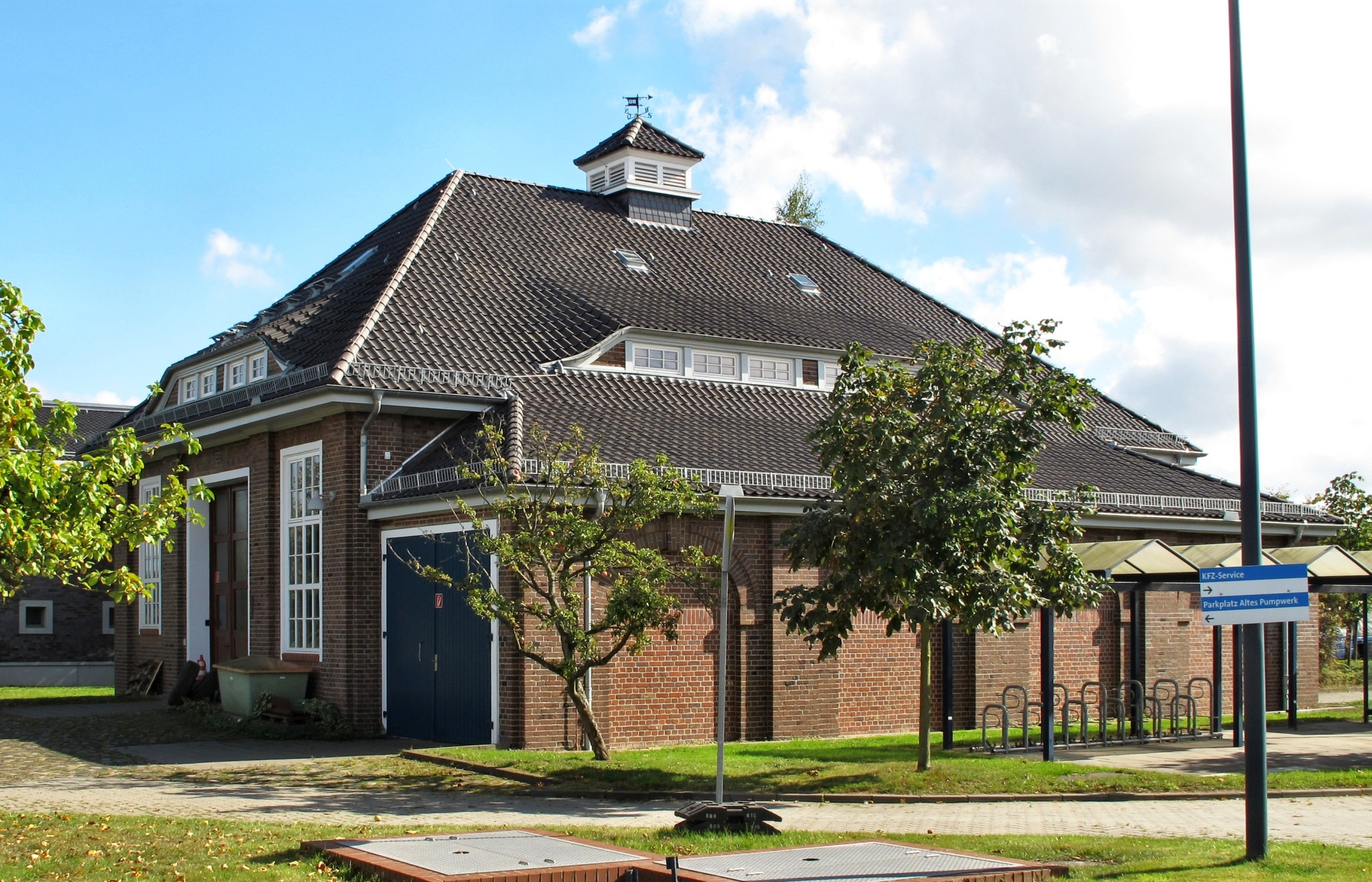
Hauptpumpwerk I, Reinigungshalle

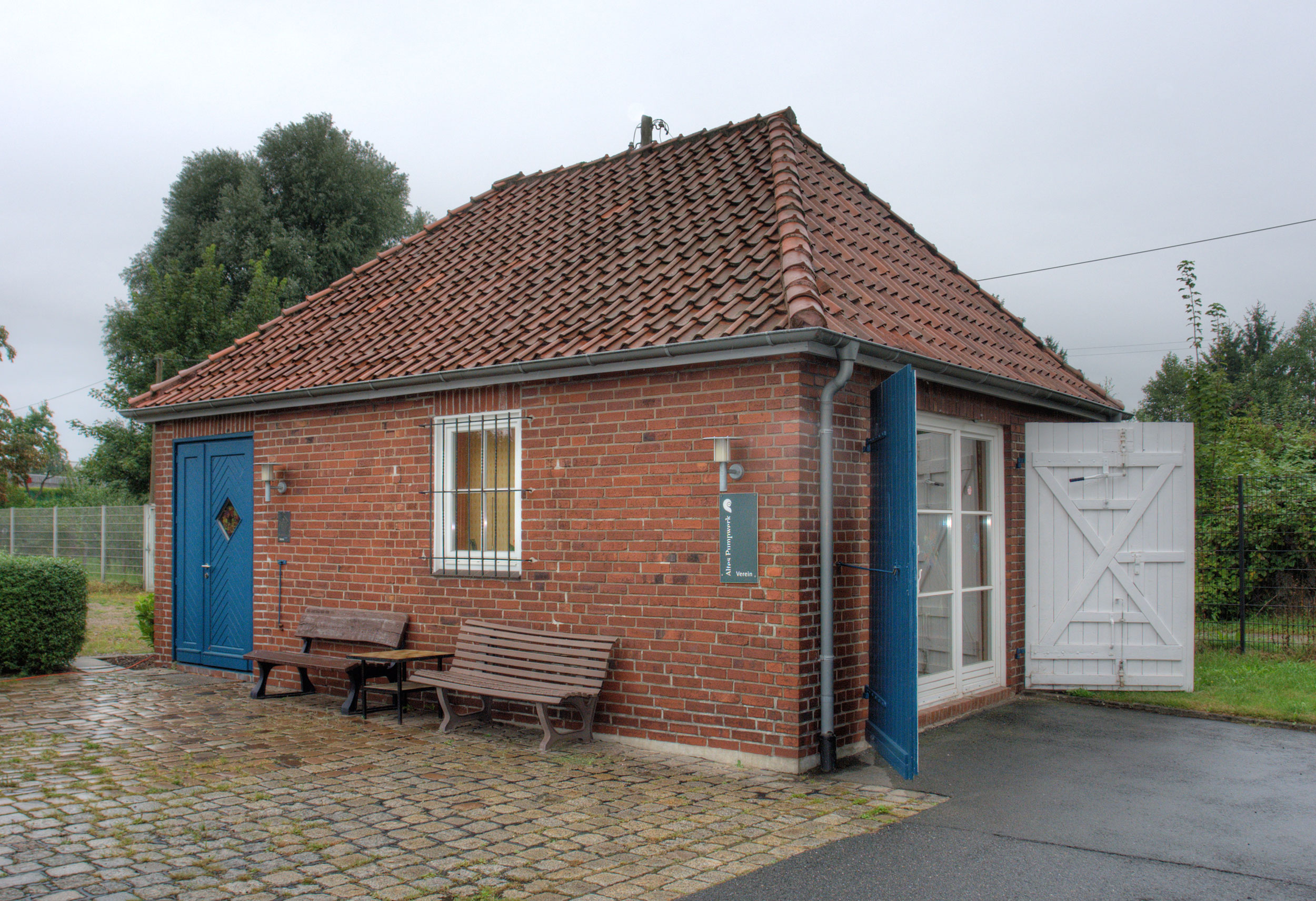
Nebengebäude

## Museum
Mit finanzieller und ideeller Unterstützung durch die hanseWasser Bremen GmbH wurde das Hauptpumpwerk I zu einem Museum für Technik- und Kulturgeschichte der Abwasserentsorgung umgestaltet.
Der Verein Altes Pumpwerk, 1997 durch ehemalige Mitarbeiter gegründet, betreibt die Gebäude als Museum und Veranstaltungsstätte. Der Verein wurde im November 2010 mit dem Bremer Denkmalpflegepreis für sein langjähriges, ehrenamtliches Engagement zur Erhaltung und zum Ausbau der Anlage ausgezeichnet. Verein und hanseWasser entwickeln zurzeit ein Nutzungskonzept zur verstärkten kulturellen Nutzung der Anlage.
Neben der Besichtigung der Maschinenhalle und einer Ausstellung zur Abwassergeschichte und Abwassertechnik, ist der Einstieg in die „Unterwelt“ zu einem unterirdischen Abwasserkanal möglich.